# Bill Mallon
William James Mallon (Paterson, Nueva Jersey, 2 de febrero de 1952) es un cirujano ortopédico y exjugador profesional de golf estadounidense, conocido especialmente como experto en la historia de los Juegos Olímpicos.

## Carrera como golfista
Nacido en Paterson (Nueva Jersey), Mallon estudió en la Universidad Duke y se graduó magna cum laude con una licenciatura en matemáticas y física. Durante su estancia en Duke, jugó al golf universitario y fue dos veces All-American, votado dos veces para los Atletas Universitarios Sobresalientes de Estados Unidos y participó dos veces en el torneo de golf de la NCAA. Ganó más de 40 torneos de amateurs, incluidas dos victorias en los Massachusetts State Amateur Championship y New England Amateur Championships y un título del Atlántico Medio.
Se convirtió en profesional en 1975 y se incorporó al PGA Tour después de clasificarse en la Q-school en el otoño de 1975. Jugó durante cuatro temporadas, 1976-79, finalizando entre los diez primeros en tres torneos, con un mejor resultado empatado en el quinto puesto en el Abierto Joe Garagiola de Tucson de 1977. Jugó en el Abierto de Estados Unidos de 1977 y estuvo dos veces entre los 100 primeros en la lista de ganancias. 

## Carrera como médico
Después de dejar el PGA Tour regresó a la Universidad Duke y se graduó en medicina en 1984. Fue médico residente en el centro médico de la Universidad Duke entre 1984 y 1990 y es Profesor Asociado de Consultoría de Ortopedia, además de tener su propia consulta. Se especializó en cirugía reconstructiva compleja de hombro y codo y es miembro de la Academia Estadounidense de Cirujanos Ortopédicos, de la American Shoulder and Elbow Surgeons, donde fue vicepresidente en el año 2012 y presidente en 2014, además de ser miembro del consejo asesor del Instituto de Medicina Deportiva Prerventiva. Ha publicado numerosos artículos sobre lesiones deportivas y fue editor médico de Golf Digest desde 1987 y de la Journal of Shoulder and Elbow Surgery en 2009.

## Historiador de los Juegos Olímpicos
Mallon es una autoridad en la historia de los Juegos Olímpicos, sobre los que ha escrito 24 libros. Fue miembro fundador, primer secretario general, segundo presidente y miembro honorario de la Sociedad Internacional de Historiadores Olímpicos (ISOH) y consultor histórico de los comités organizadores de los Juegos Olímpicos de Atlanta 1996 y Sídney 2000. También ha sido un consultor estadístico del Comité Olímpico Internacional y recibió la Orden Olímpica en plata en 2001 por sus servicios al movimiento olímpico.

## Algunos libros publicados
- Quest for Gold. Leisure Press New York City 1984 ISBN 0-88011-217-4 (con Ian Buchanan)
- The Olympic Record Book. Taylor & Francis 1988 ISBN 0-8240-2948-8
- Who's Who der Olympischen Spiele 1896-1992. Agon-Sportverlag Kassel 1992 ISBN 3-928562-47-9 (con Erich Kamper)
- The Golf Doctor : How to Play a Better, Healthier Round of Golf. Macmillan 1996 ISBN 0-02-860853-4 (con Larry Dennis)
- Historical Dictionary of the Olympic Movement. Scarecrow Press 1996 ISBN 0-8108-3062-0 (con Ian Buchanan)
- The 1896 Olympic Games: Results for All Competitors in All Events. With Commentary. McFarland & Company, Jefferson (Carolina del Norte) 1997. ISBN 0-7864-0379-9. (con Ture Widlund)
- The 1900 Olympic Games: Results for All Competitors in All Events. With Commentary. McFarland & Company, Jefferson (Carolina del Norte) 1997. ISBN 0-7864-0378-0.
- The 1904 Olympic Games: Results for All Competitors in All Events. With Commentary. McFarland & Company, Jefferson (Carolina del Norte) 1999. ISBN 0-7864-0550-3.
- The 1906 Olympic Games: Results for All Competitors in All Events. With Commentary. McFarland & Company, Jefferson (Carolina del Norte) 1999. ISBN 0-7864-0551-1.
- The 1908 Olympic Games: Results for All Competitors in All Events. With Commentary. McFarland & Company, Jefferson (Carolina del Norte) 2000. ISBN 0-7864-0598-8. (con Ian Buchanan)
- The 1912 Olympic Games: Results for All Competitors in All Events. With Commentary. McFarland & Company, Jefferson (Carolina del Norte) 2001. ISBN 0-7864-1047-7. (con Ture Widlund)
- The 1920 Olympic Games: Results for All Competitors in All Events. With Commentary. McFarland & Company, Jefferson (Carolina del Norte) 2003. ISBN 0-7864-1280-1. (con Anthony Bijkerk)
- Orthopaedics for the House Officer. Williams and Wilkins 2000 (con McNamara y Urbaniuk)
- Ernest Amory Codman: The End Result of a Life in Medicine. WB Saunders 1999